# LNFA 2011
La LNFA 2011 fue la decimoséptima temporada de la principal liga de fútbol americano en España, la LNFA. La temporada regular comenzó el 22 de enero y finalizó el 14 de mayo de 2011. La final se disputó el 18 de junio. 
El torneo mantenía el formato de 15 equipos repartidos en 3 conferencias con 5 equipos cada una, pero los Marbella Sharks abandonaron la competición antes de que la temporada diese comienzo, así que todos los equipos tuvieron que ser reasignados en las conferencias. La conferencia Española acogió a los 6 mejores equipos de la temporada 2010, mientras que la conferencia Nacional y la Hispanica acogieron a cuatro equipos cada una. Al final de la temporada regular, los tres mejor clasificados de la conferencia Española accedieron directamente a las semifinales de la puja por el título, al que se unió el campeón de los wild cards resultante de las otras 2 conferencias, con el siguiente formato:
- Wild Card 1 
  - 2º clasificado de la conferencia Nacional contra 1º clasificado de la conferencia Hispánica
- Wild Card 2 
  - 1º clasificado de la conferencia Nacional contra el ganador de la Wild Card 1
- Semifinales 
  - 1º clasificado de la conferencia Española contra el ganador de la Wild Card 2
  - 2º clasificado de la conferencia Española contra 3º clasificado de la conferencia Española

| Conferencia Española   |         |          |         |            |              |             |                                    |
| Equipo                 | Ganados | Perdidos | Empates | P. a Favor | P. en Contra | Dif. puntos |                                    |
| L'Hospitalet Pioners   | 9       | 1        | 0       | 421        | 142          | +279        | Playoffs por el título/Semifinales |
| Valencia Firebats      | 6       | 4        | 0       | 268        | 279          | –11         | Playoffs por el título/Semifinales |
| Badalona Dracs         | 5       | 5        | 0       | 366        | 262          | +104        | Playoffs por el título/Semifinales |
| Rivas Osos             | 5       | 5        | 0       | 252        | 268          | –16         |                                    |
| Las Rozas Black Demons | 3       | 7        | 0       | 174        | 292          | –118        |                                    |
| Barcelona Búfals       | 2       | 8        | 0       | 129        | 367          | -238        |                                    |

| Conferencia Nacional |         |          |           |            |              |             |                                   |
| Equipo               | Ganados | Perdidos | Empatados | P. a favor | P. en contra | Dif. puntos |                                   |
| Sueca Ricers         | 8       | 0        | 0         | 363        | 37           | +326        | Playoffs por el título/Wildcard 2 |
| Valencia Giants      | 4       | 3        | 1         | 127        | 95           | +32         | Playoffs por el título/Wildcard 1 |
| Santurce Coyotes     | 2       | 5        | 1         | 22         | 247          | –225        |                                   |
| Gijón Mariners       | 1       | 7        | 0         | 52         | 174          | –122        |                                   |

| Conferencia Hispánica |         |          |           |            |              |             |                                   |
| Equipo                | Ganados | Perdidos | Empatados | P. a favor | P. en contra | Dif. puntos |                                   |
| Barberá Rookies       | 6       | 2        | 0         | 192        | 105          | +87         | Playoffs por el título/Wildcard 1 |
| Coslada Camioneros    | 4       | 3        | 1         | 116        | 110          | +6          |                                   |
| Zaragoza Hurricanes   | 4       | 3        | 1         | 145        | 133          | +12         |                                   |
| Terrassa Reds         | 1       | 7        | 0         | 138        | 244          | –106        |                                   |

## Play-offs
| WILD CARD 1          |                  |                 |                    |                                    |                |       |
| Valencia Giants      | 0–21             | Barberá Rookies | 15 de mayo, 12:00  | Polideportivo El Saler (Valencia)  | -              | -     |
| WILD CARD 2          |                  |                 |                    |                                    |                |       |
| Sueca Ricers         | 50–6             | Barberá Rookies | 21 de mayo, 17:00  | Estadio Antonio Puchades (Sueca)   | -              | -     |
| SEMIFINALES          |                  |                 |                    |                                    |                |       |
| L'Hospitalet Pioners | 49–6             | Sueca Ricers    | 4 de junio, 18:00  | Estadio Joan Serrahima (Barcelona) | -              | -     |
| Valencia Firebats    | 22–30 (Prórroga) | Badalona Dracs  | 4 de junio, 18:00  | Polideportivo El Saler (Valencia)  | -              | -     |
| FINAL                |                  |                 |                    |                                    |                |       |
| L'Hospitalet Pioners | 24–8             | Badalona Dracs  | 18 de junio, 17:30 | Estadio Joan Serrahima (Barcelona) | John Sheffield | 1.000 |